# Aspsjökullen
Aspsjökullen är ett naturreservat i Åsele och Vilhelmina kommuner i Västerbottens län.
Området är naturskyddat sedan 2009 och är 645 hektar stort. Reservatet omfattar naturskog och två bäckar samt flera tjärnar och myrar.